# Ted Monette
Theodore A. Monette Jr. (31 de diciembre de 1945 - 30 de marzo de 2020) fue un coronel del ejército estadounidense que había servido como director de FEMA de la Oficina de Operaciones del Coordinador Federal. 

## Biografía
Monette se graduó de la Universidad de Massachusetts en Amherst. Se unió a la Agencia Federal para el Manejo de Emergencias después de servir 30 años en el Ejército de los EE. UU. Fue el alto funcionario federal a cargo de las operaciones de respuesta y recuperación después del ataque del 11 de septiembre de 2001 contra la ciudad de Nueva York. También dirigió la respuesta y el esfuerzo de ayuda después del huracán Katrina y el huracán Rita. Monette era un veterano de la guerra de Vietnam y las guerras del Golfo Pérsico.

## Muerte
Murió durante la pandemia de coronavirus 2020 en Massachusetts después de ser diagnosticado con la enfermedad de Parkinson y fue enterrado en el Cementerio de Veteranos de Massachusetts Memorial en Agawam el 7 de abril de 2020.